# Смирнов, Александр (футболист, 1917)
Алекса́ндр Смирно́в (1917 — неизвестно) — советский футболист.
В 1946—1947 годах был в составе ленинградского «Зенита». В чемпионате 1946 года сыграл два матча — 15 июня в гостевом матче против «Динамо» Москва (0:1) на 68 минуте был заменён Николаем Смирновым, 8 июля в домашнем матче против ЦДКА (0:3) отыграл 90 минут.